# Quan en Harry va trobar la Sally
Quan en Harry va trobar la Sally (títol original: When Harry Met Sally...) és una pel·lícula estatunidenca dirigida per Rob Reiner i estrenada l'any 1989. Aquesta comèdia romàntica, escrita per Nora Ephron i amb Billy Crystal i Meg Ryan als papers del títol, tracta la qüestió, a través de la història i les trobades entre aquests dos personatges, de saber si els homes i les dones poden ser amics sense dobles sentits d'ordre sexual. Ha estat doblada al català.
La idea d'aquest film li va venir a Rob Reiner poc temps després del seu divorci. Reiner ha proporcionat la base del personatge de Harry, el de Sally està basat en Ephron i algunes de les seves amigues. Billy Crystal ha participat en l'escriptura dels diàlegs, fent el personatge de Harry més graciós, mentre que Ephron es recolza en diàlegs reals entre Crystal i Reiner, tots dos amics pròxims. La banda original del film són estàndards de jazz interpretats per Harry Connick, Jr. i sobre arranjaments musicals de Marc Shaiman. Connick ha assolit un premi Grammy per la millor interpretació masculina de jazz.
El film ha estat un èxit comercial en la seva estrena al cinema, i Nora Ephron ha rebut un BAFTA  i ha estat nominada als Oscars pel seu guió. El film va estar classificat el 23è en la llista dels films més graciosos del cinema americà per l'American Film Institute i ha estat adaptat en comèdia musical a Anglaterra el 2004, amb Luke Perry i Alyson Hannigan als papers del títol.

## Argument
El 1977, Harry Burns i Sally Albright han acabat els seus estudis a la universitat de Chicago i han d'anar a Nova York per entrar a la vida activa. Harry és llavors l'amic d'Amanda, una amiga de Sally, que els presenta l'un a l'altre. Fan junts el trajecte en cotxe, però la conversa esdevé ràpidament conflictiva, perquè el credo d'Harry és que «entre homes i dones, no pot haver amistat perquè el sexe sempre bloqueja» i que Sally rebutja. Un fort antagonisme neix entre ells i, una vegada arribats a destinació, se separen sense pensar en tornar-se a veure, vivint la vida cadascun pel seu costat.

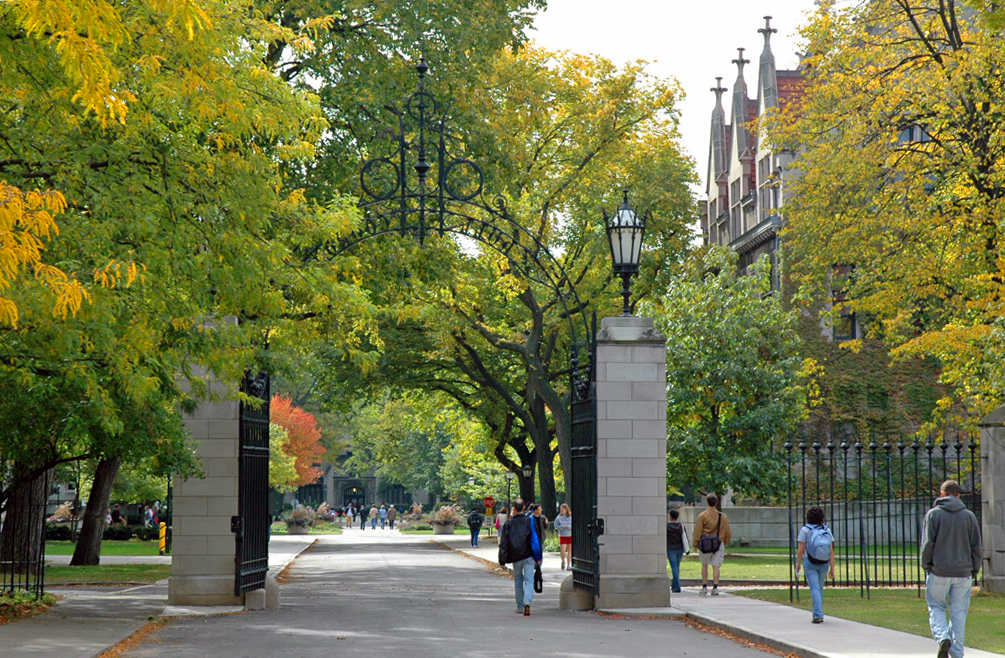
Un dels pòrtics de la universitat de Chicago, lloc de la primera escena del film.

Cinc anys després de la seva arribada a Nova York, es troben fortuïtament a l'aeroport, i han d'agafar el mateix avió, no havent més que un intercanvi d'informació sobre les seves situacions respectives: Sally està promesa amb Joe, treballa de periodista i Harry, que és consultor polític, ha de casar-se amb Helen. La discussió no és menys conflictiva que a la seva primera trobada.
Passen encara cinc anys abans de trobar-se un altre cop, en una llibreria. Harry acaba de divorciar-se i Sally ha trencat amb el seu amic i les seves solituds respectives els porta, contra tota lògica, a desenvolupar una relació amistosa plena de complicitat.

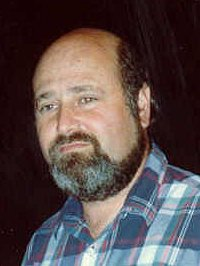
Quan Harry troba Sally és el cinquè film dirigit per Rob Reiner.

## Repartiment
- Billy Crystal: Harry Burns
- Meg Ryan: Sally Albright
- Carrie Fisher: Marie
- Bruno Kirby: Jess
- Steven Ford: Joe
- Lisa Jane Persky: Alice
- Michelle Nicastro: Amanda Rees
- Harley Jane Kozak: Helen
- Franc Luz: Julian
- Tracy Reiner: Emily

## Producció

### Preproducció
El 1984, el director Rob Reiner, el productor Andrew Scheinman i la guionista Nora Ephron es troben al Russian Tea Room  de Nova York per un sopar de treball amb la finalitat de desenvolupar un projecte de film però la idea de guió proposada per Reiner és rebutjada per Nora Ephron. Una segona trobada es transforma en una llarga discussió de les vides de solters portades per Reiner i Scheinman, Reiner està llavors divorciat des de fa tres anys i ha tingut una sèrie de trobades, totes desastroses. A la tercera reunió, Reiner avança la idea que sempre ha volgut fer un film sobre dues persones que esdevenen amigues i no volen anar al llit junts perquè saben que això arruïnaria la seva amistat però tot i així acaben per fer-ho. Nora Ephron queda seduïda per aquesta idea, qui li pot permetre escriure un guió sobre les diferències de comportament i de raciocini entre els homes i les dones, i Rob Reiner s'encarrega llavors de trobar finançament per muntar el projecte.
Encara que les cançons siguin totes interpretades per Harry Connick, Jr. A l'àlbum, aquest no és el cas pel film, on es pot sentir Frank Sinatra, Louis Armstrong, Ella Fitzgerald, Ray Charles i Bing Crosby. El 2004, la cançó It Had to Be You  va estar classificada en el lloc 60 a la llista establerta per l'American Film Institute de les més grans cançons del cinema americà.

## Acollida

### Sortida del film i box-office
Columbia Pictures escull distribuir el film utilitzant la tècnica de «plataforma», que consisteix en projectar-lo primer en algunes ciutats i de deixar que el boca-orella augmenti l'interès pel film, que és llavors distribuït gradualment a escala nacional durant les setmanes següents. En el primer cap de setmana d'explotació, el film informa 1.094.453 dòlars americans, programat a 41 sales. Malgrat la inquietud de Billy Crystal, que tem que el film no sigui un fracàs, perquè ha de patir la competència de blockbusters com Indiana Jones i l'Última Croada i Batman, el film és distribuït a tots els Estats Units el 21 de juliol de 1989, a 775 sales, i informa 8.846.522 dòlars el seu primer cap de setmana d'explotació a escala nacional. Finalment, el film és projectat a 1.174 sales de cinema i informa 92.823.546 dòlars als box-office americà, que superen de lluny el seu pressupost de 16 milions de dòlars.

### Acollida de la crítica
Els crítiques del film han estat en general molt positives. Recull un 88% de crítiques positives, amb una nota mitjana de 7,8/10 i sobre la base de 59 critiques, en el lloc Rotten Tomatoes. En el lloc Metacritic, obté un resultat de 76/100, sobre la base de 17 critiques.
Roger Ebert, del Chicago Sun-Times, parla de Rob Reiner com «un dels millors directors de comèdies de Hollywood», dient del film que és «convencional en la seva estructura i la seva manera de respondre a les nostres expectatives. Però el que la fa especial, a part del guió de Nora Ephron, és l'alquímia entre Billy Crystal i Meg Ryan». Rita Kempley, del Washington Post, evoca una comèdia que «camina pels aires» i fet l'elogi del repartiment, no només dels dos actors principals sinó també de Carrie Fisher i Bruno Kirby. Mike Clark, de USA Today, dona al film tres estrelles sobre quatre i escriu que «Billy Crystal és prou graciosa per evitar que Meg Ryan no li robi l'estrella però que aquesta fa una actuació fracassadora, que és un nou homenatge a l'olfacte que posseeix Rob Reiner amb els seus actors».
Caryn James, del New York Times, és més matisat en el seu article, escrivint que el film és «sovint graciós però sorprenentment buit» i que és «com la versió sitcom d'un film de Woody Allen, ple de rèpliques i d'escenes divertides barrejades amb un no confortable sentiment de ja-vist». David Ansen, de la revista Newsweek, posa una de les escasses crítiques negatives del film criticant la tria de Billy Crystal en tant que actor principal, escrivint que «com es podia esperar, maneja superbament el registre còmic, però és massa fred per ser creïble en un paper romàntic» i que el film «comporta algunes escenes fantàstiques però, en el seu conjunt, no funciona prou bé».

## Premis i nominacions
A la cerimònia dels premis BAFTA de 1990, Nora Ephron ha estat premiada amb el BAFTA al millor guió original i Rob Reiner ha estat nominat a la categoria del millor film. Ephron ha estat igualment nominada a la categoria del millor guió original en la 62a cerimònia dels Oscars i per la Writers Guild of America el 1990. Finalment, en la cerimònia dels Globus d'Or de 1990, el film ha estat nominat a cinc categories: millor pel·lícula musical o còmica, millor director, millor actor musical o còmic (per Billy Crystal), millor actriu musical o còmica (per Meg Ryan) i millor guió, però no va assolir cap trofeu.